# Emerson Prior
Emerson Prior (Canadá, 4 de junio de 1998) es un jugador profesional canadiense de rugby que se desempeña en la posición de pilar izquierdo en Utah Warriors, equipo perteneciente a la liga Major League Rugby.

## Carrera
En 2021, Prior se unió al equipo Utah Warriors, con el cual disputa su tercera temporada en la Major League Rugby. También fue parte de la segunda selección de rugby canadiense, Canadá A.